# Laurent Bénard
Laurent Bénard (ou Benard), né à Nevers en 1573, mort à Paris le 21 avril 1620, est un bénédictin français, prieur du collège de Cluny, et principal fondateur, en 1618, de la congrégation de Saint-Maur.

## Biographie
Son père, Laurent Bénard, était un négociant natif de Rouen. Sa mère, Catherine Bouard, était issue de la bourgeoisie la mieux établie de Nevers. Très jeune, il fit profession au monastère Saint-Étienne de Nevers, qui était un prieuré de l'ordre de Cluny. Il alla faire sa philosophie au collège des jésuites de Bourges, et quand, en 1595, cette compagnie fut expulsée de France (après l'attentat de Jean Châtel), les Pères le recommandèrent aux magistrats de la ville comme leur meilleur élève. Il se vit alors proposer une chaire de rhétorique dans le collège, mais préféra se rendre à  Paris pour mener des études de théologie. Il reçut brillamment le bonnet de docteur de la Sorbonne.
Peu de temps après, il fut nommé prieur du collège de Cluny par l'abbé général de l'ordre. Cette ancienne institution, fondée en 1269, était tombée dans un état déplorable : on n'y trouvait plus que quatre ou cinq religieux, et des personnes séculières y étaient logées contre loyer, toute clôture étant abolie. Le jeune prieur s'efforça de redresser la situation : il congédia les locataires et autres occupants séculiers, ferma les portes, et s'employa à faire venir des diverses abbayes clunisiennes du royaume des jeunes bénédictins ayant vraiment la vocation et prêts à seconder son entreprise de réforme. Il dut désespérer parfois devant la difficulté de la tâche, car il écrivit un jour au général des jésuites, Claudio Acquaviva, pour lui demander d'entrer dans sa compagnie. Le général rejeta sa demande.
En 1604, dom Didier de La Cour fonda autour de l'abbaye Saint-Vanne de Verdun la congrégation de Saint-Vanne et Saint-Hydulphe, avec l'objectif de rétablir la règle de saint Benoît dans sa rigueur originelle. Il s'agissait au début d'une congrégation lorraine (c'est-à-dire à l'époque hors des frontières du royaume de France), mais en septembre 1610 des lettres patentes royales autorisèrent le rattachement d'établissements français à cette congrégation.
Dom Bénard eut des entretiens avec dom Didier de La Cour, qui vint lui rendre visite au collège de Cluny. Plusieurs bénédictins ayant séjourné au collège rejoignirent la congrégation de Saint-Vanne, et inversement des religieux de la congrégation vinrent en 1613 enseigner au collège. Dom Bénard se rendit lui-même en Lorraine et séjourna à l'abbaye de Saint-Mihiel ; il jugea que la règle était un peu trop austère pour espérer l'étendre largement, et il conçut un projet de mitigation. Au printemps de 1615, il se rendit à l'abbaye Saint-Vanne de Verdun, et par un acte authentique en date du 5 mai, il se dévoua à la congrégation de dom Didier de La Cour, s'engageant à en prendre l'habit dès qu'il plairait au chapitre général. Il fut renvoyé à son collège de Cluny avec plusieurs religieux pour y travailler à l'extension de la réforme en France.
Ils allèrent introduire la réforme à Saint-Junien de Nouaillé. Ensuite dom Bénard fut chargé par l'évêque de Paris, Henri de Gondi, de réformer le monastère des Blancs-Manteaux.
Début mai 1618, un chapitre général de la congrégation de Saint-Vanne, tenu en l'abbaye Saint-Mansuy de Toul, décida qu'il était préférable de créer une autre congrégation en France même. Dom Bénard revint à Paris y travailler avec d'autres religieux qui étaient dom Anselme Rolet, dom Colomban Regnier, dom Adrien Langlois, dom Maur Tassin, dom Martin Tesnières et dom Athanase de Mongin. Au mois d'août, ils obtinrent du roi Louis XIII des lettres patentes autorisant l'érection d'une nouvelle congrégation bénédictine en France, placée sous le patronage de saint Maur, premier disciple de saint Benoît et qui, suivant une tradition d'ailleurs très douteuse, aurait le premier introduit sa règle en Gaule. Le chapitre général constitutif de la nouvelle congrégation se tint le 2 novembre suivant dans le monastère des Blancs-Manteaux, présidé par dom Claude François, président en exercice de la congrégation de Saint-Vanne et Saint-Hydulphe (puisqu'il s'agissait formellement d'une scission de cette congrégation). Les premiers établissements adhérents étaient : Saint-Augustin-lès-Limoges, Saint-Faron de Meaux, Saint-Junien de Nouaillé, le monastère des Blancs-Manteaux de Paris. On établit neuf « définiteurs », dom Martin Tesnières fut élu « président » (et prieur des Blancs-Manteaux), et dom Bénard et dom Anselme Rolet ses deux coadjuteurs.
Dom Bénard ne vit pas la confirmation de la nouvelle congrégation, dont il avait été le principal artisan, par le pape Grégoire XV, qui se fit le 17 mai 1621. Il mourut d'une fièvre le 21 avril 1620. Il fut inhumé, avant ses obsèques publiques, près de l'entrée de la chapelle du collège de Cluny. Dom Nicolas-Hugues Ménard, qui enseignait alors la rhétorique avec éclat dans le collège, lui composa une épitaphe en latin, en grec et en hébreu. Sa tombe fut plus tard transférée au milieu du chœur.

## Écrits
- De l'esprit des ordres religieux, en quoi il consiste, et des moyens pour l'acquérir ; spécialement de l'esprit de l'ordre de saint Benoît, avec une apologie pour sa règle, Paris, Regnault Chaudière, 1616.
- Parénèses chrétiennes, ou Sermons très utiles à toutes personnes, tant laïques, ecclésiastiques, que régulières, Paris, Pierre Chevallier, 1616 (vingt-huit sermons).
- Instructions monastiques sur la règle de saint Benoît, touchant les trois vœux de religion, vêture, profession, réception des novices et moines étrangers, l'humilité et ses douze degrés, et tous autres actes, vertus et devoirs de l'état religieux, Paris, Denys Langlois, 1616 (un volume de 1 256 pages, avec vingt-neuf parénèses, appelé aussi Mémorial de la vie religieuse).
- Éloge bénédictin, 1618.
- Police régulière tirée de la règle de saint Benoît, en laquelle est traité de la vocation d'un chacun, de l'étude, de l'œuvre manuel, et de l'hospitalité des religieux ; ensemble de leurs formes et façons de manger, coucher, habiller, excommunier, régir, châtier et gouverner, Paris, René Giffart, 1619 (vingt-quatre parénèses, dont la troisième, importante pour le futur de la congrégation de Saint-Maur, enseigne comment et jusqu'à quel degré il faut étudier les humanités et les belles-lettres, et la manière de faire des extraits, des renvois et des abrégés des auteurs qu'on lit).

Luc d'Achéry reprochait à ces parénèses leur style rebutant, et l'excès d'érudition profane qui se trouve dans une œuvre écrite en français : « Paræneses in regulam sancti patris nostri Benedicti multa continent quæ junioribus, immo et superioribus, prodesse possunt. Stylus est rudior, humanioribus litteris plus æquo scatens est opus. Gallice scripsit, vir omni pietate et regulæ observantia major ». 